# He Qifang
He Qifang (chinois : 何其芳, né le 5 février 1912 et décédé le 24 juillet 1977, est un écrivain chinois, né dans une riche famille de propriétaires terriens dans le District de Wanzhou, de la province du Sichuan. Il est membre du cercle littéraire moderne connu sous le nom d'École de Pékin. Proche de Zhou Yang il est destitué au début de la Révolution culturelle.

## Biographie
He Qifang a un père exigeant et violent et trouve refuge auprès des femmes de son entourage. Jusqu'à l'âge de quinze ans, il reçoit une éducation uniquement classique. Puis de 1931 à 1935, il décide d'étudier  à l’université de Pékin au sein du département de philosophie. He Qifang est un admirateur des poètes français symbolistes et apprécie aussi la poésie traditionnelle chinoise.Après avoir obtenu son diplôme, il fut aussi professeur au Lycée Nankai à Tianjin, à l'Institut Laiyang Xiangan dans la province du Shandong,.
Bien qu'il soit devenu un militant actif du Parti communiste chinois dans les années 1940, il rejoignit Mao Zedong à Yan'an - il fut toujours d'abord et avant tout un écrivain, qui garda une « esthétique littéraire intense, romantique et totalement apolitique ». À une époque où le réalisme et l'utilitarisme dictaient en grande partie l'évolution de la poésie chinoise et d'autres littératures, ses recueils de prose poétique, Huameng lu 画梦录 (Mémoires des rêves peints), 1947, et Huanxiang zaji 还乡杂记 (Notes diverses sur le pays natal), 1949, émergèrent comme uniques. ; écrit dans un style de courant de « conscience lisse mais magistralement contrôlé », ses essais étaient une recherche de « tendresse sans mélange, de beauté sans mélange (ses propres mots) » dans un langage simple.
Après la guerre, He Qifang part pour Chongqing, il devient alors éditeur du supplément du Xinhua ribao, un quotidien communiste chinois avec une forte influence. Ainsi il participe aux débats idéologiques de l’époque tout en continuant d’écrire des essais. Une fois les communistes au pouvoir en 1949, il travaille au sein de l'Association des écrivains et devient directeur du Centre de recherches littéraires de l’Académie des Sciences et éditeur de la revue Wenxue pinglun.
Depuis Yan'an il est un proche de Zhou Yang avec qui il travaille, ce dernier est attaqué et destitué pendant la Révolution culturelle. He Qifang subit le même sort, il sera réhabilité après la mort de Mao Zedong et la chute de la bande des Quatre
Pour le traducteur Canaan Morse, He Qifang est un exemple extrême d'un écrivain de première classe qui a été presque entièrement oublié.